# Hendrik II van Nassau
Hendrik II van Nassau (ca. 1180 – 26 april 1247/48/49/50, vóór 25 januari 1251), bijgenaamd ‘de Rijke’, Duits: Heinrich II. ‘der Reiche’ Graf von Nassau, was graaf van Nassau. Hij onderscheidde zich met name door zijn ridderlijke en vrome geest. Hij was liefdadig en deed grote schenkingen aan de kerk, zodat de kloosters en gebedshuizen in het gebied van het huidige Nassau juist in zijn tijd de aanzienlijkste bloei doormaakten. De Duitse Orde mocht zich in de grootste gunst verheugen, die hij vooral bij de afstand van de heerschappij door zijn broer, bij diens intrede in de orde, rijkelijk bedacht. Hendrik nam deel aan de Zesde Kruistocht. Hij was de bouwheer van de burchten Sonnenberg, Ginsburg en Dillenburg.

## Biografie

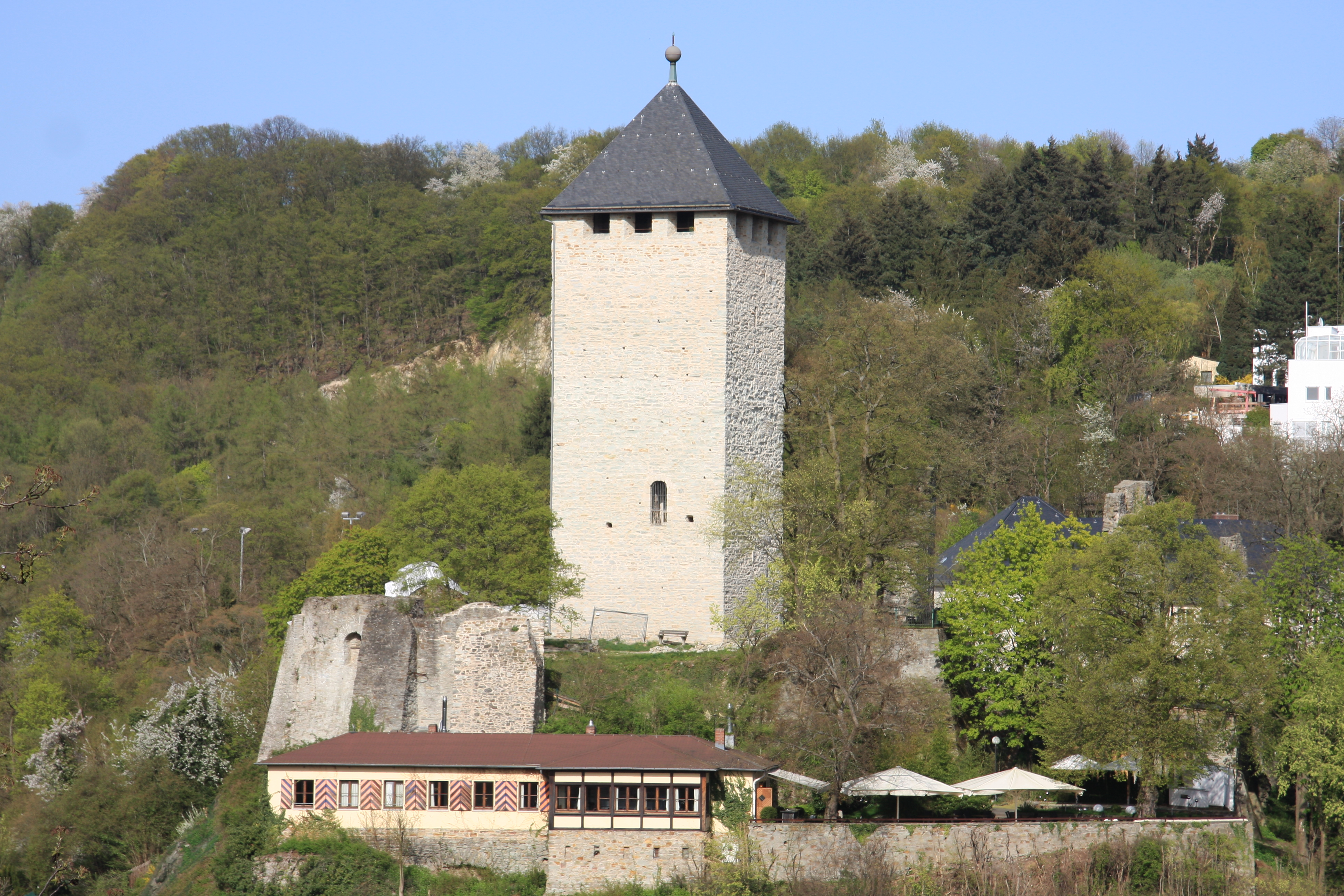
De Burcht Sonnenberg

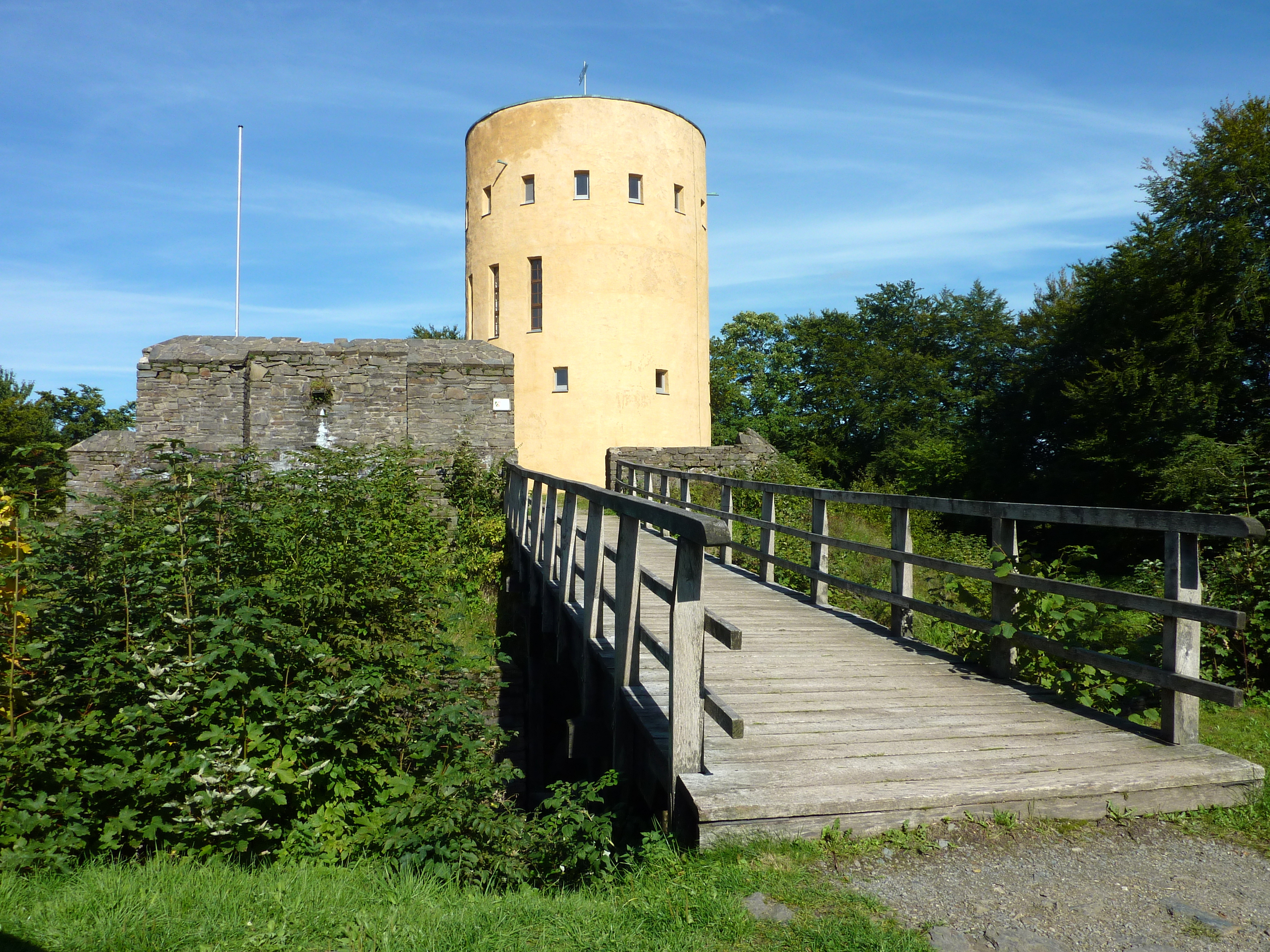
De Burcht Ginsburg

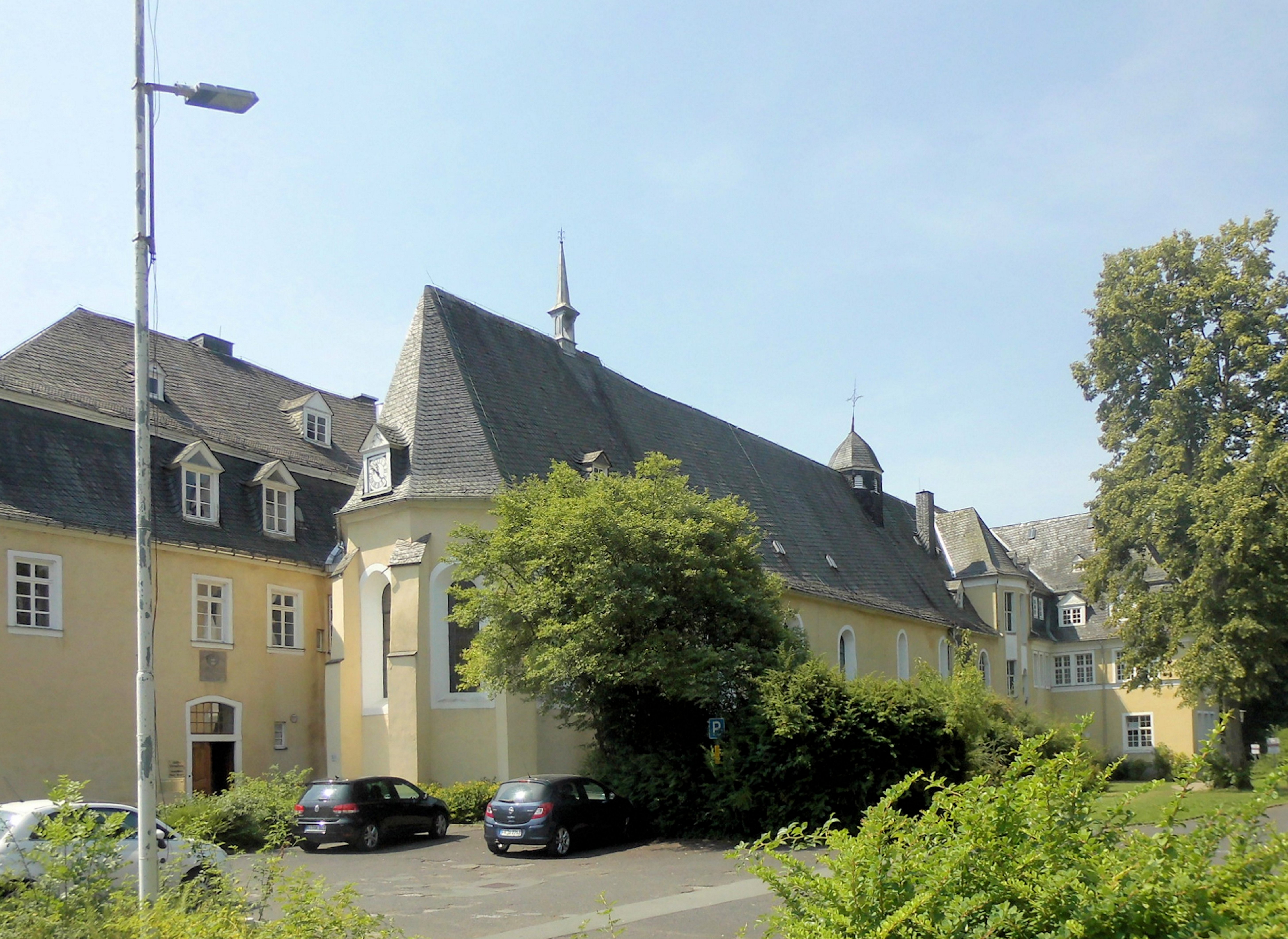
Klooster Keppel

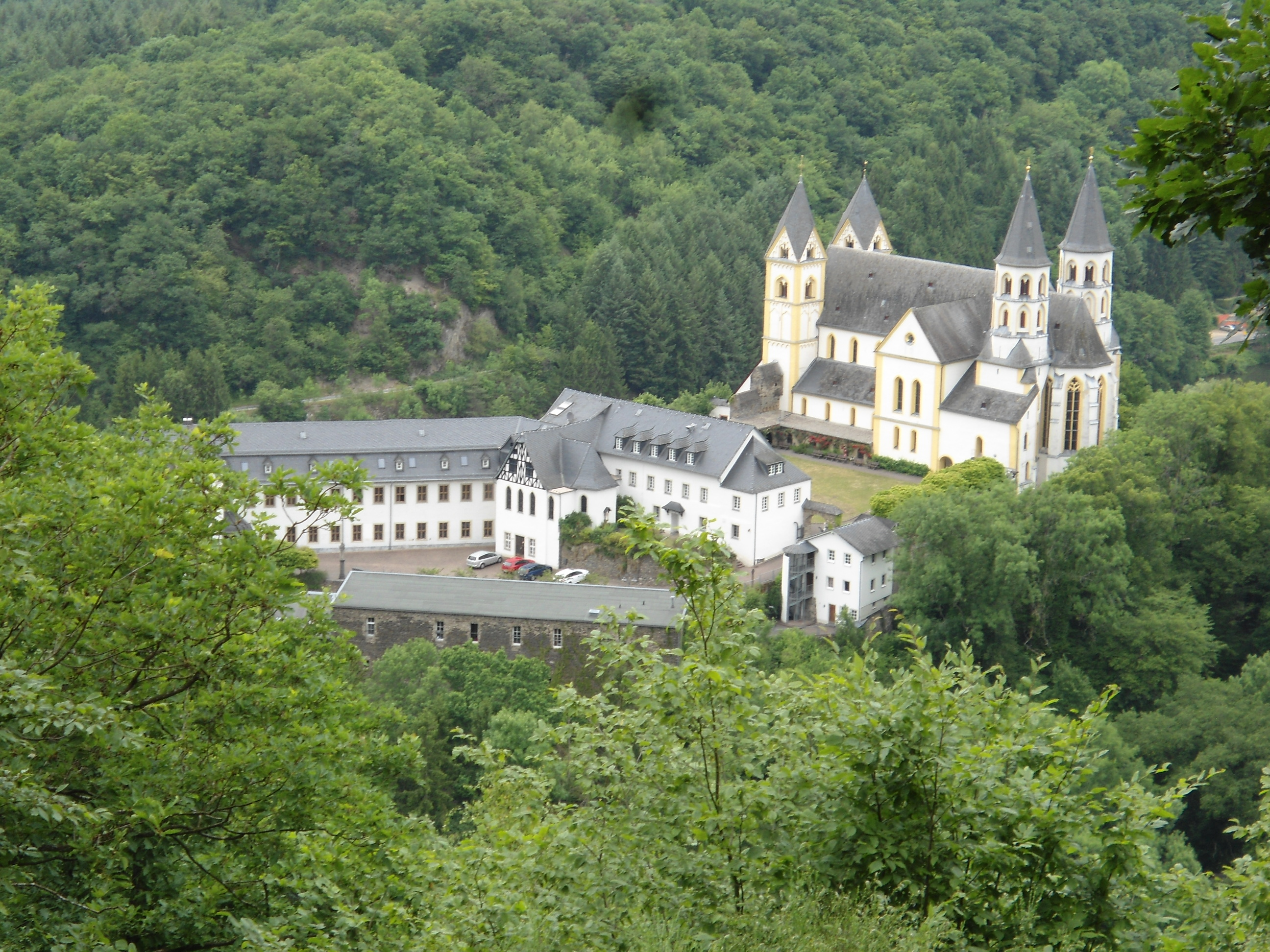
Klooster Arnstein

Hendrik was de oudste zoon van graaf Walram I van Nassau en een zekere Kunigunde, mogelijk een dochter van een graaf van Spanheim of een dochter van graaf Poppo II van Ziegenhain.
Hendrik wordt voor het eerst vermeld in een oorkonde gedateerd 20 maart 1198, samen met zijn moeder en zijn broer Rupert IV. Deze vermelding betekent dat hij en zijn broer toen meerderjarig waren, dat wil zeggen de leeftijd van 12 jaar hadden bereikt.
Hendrik wordt tussen 1198 en 1247 vermeld als graaf van Nassau. Hij regeerde tot 1230 samen met zijn broer Rupert.

### Rijkspolitiek
In de politiek van het Heilige Roomse Rijk was Hendrik over het algemeen een loyale aanhanger van de Hohenstaufen. Maar tussen 1209 en 1211 steunde hij de rivaal Otto IV van Brunswijk als keizer, voordat hij overging naar de kant van keizer Frederik II. Tussen 1212 en 1214 hield hij Frederiks (en zijn eigen) tegenstander Diederik II van Wied, de aartsbisschop van Trier, gevangen.
Hendrik was in 1214 bij keizer Frederik II in Jülich, in 1223 bij diens zoon Hendrik in Worms, en in 1224 in Frankfurt. Hendrik nam in 1228 deel aan de Zesde Kruistocht van keizer Frederik II. In 1231 woonde Hendrik de Rijksdag van Worms bij en in 1232 was hij bij de keizerlijke vergadering van Frederik II in Ravenna.
Later ging Hendrik echter over naar het pauselijke kamp, zodat in 1241 door Frederiks zoon Koenraad een executiebevel tegen hem uitgevaardigd werd. In 1247 steunde hij de verkiezing van tegenkoning Willem II van Holland, die alle keizerlijke bezittingen van Hendrik bevestigde en hem het recht gaf om munten te slaan.

### Lokale politiek
Hendriks vader, Walram I, had de Koningshof Wiesbaden van keizer Frederik I ‘Barbarossa’ in leen ontvangen. De Nassause bezittingen in dit gebied werden rond 1214 uitgebreid toen Hendrik de rijksvoogdij (Reichsvogtei) over Wiesbaden en de omliggende Königssondergau ontving, die hij als leen hield. 
Rond 1200 begonnen Hendrik en zijn broer Rupert met de bouw van de Burcht Sonnenberg op een uitloper van de Taunus ten noorden van Wiesbaden. Dit was bedoeld als bescherming tegen de aartsbisschop van Mainz en zijn vazallen, de heren van Eppstein, die de landen grenzend aan Wiesbaden bezaten. Maar het kapittel van de Sint-Maarten in Mainz claimde Sonnenberg als hun bezit. Om dit conflict op te lossen betaalde Nassau in 1221 30 mark aan het kapittel om het land van Sonnenberg te verkrijgen. Ze werden gedwongen om de soevereiniteit van de aartsbisschop van Mainz over de Burcht Sonnenberg te erkennen en hielden de burcht als leen van Mainz.
Tegen het einde van de 12e eeuw was Walram I in staat geweest om zijn macht aan de Niederlahn te versterken. Als onderdeel van de nalatenschap van de graven van Arnstein volgde hij hen op als voogd van het aartsbisdom Trier in Koblenz, Pfaffendorf (nu een deel van Koblenz), Niederlahnstein en Humbach (Montabaur). De aartsbisschop had rond 1217 Montabaur versterkt om zijn bezittingen op de rechteroever van de Rijn tegen Nassau te beschermen. Rond 1230 was de invloed van Trier bij de Rijn en de Lahn voldoende versterkt om Nassau te verdrijven uit de meerderheid van de voogdijen van de aartsbisschop.
In 1224 kreeg Hendrik steun van Engelbert II van Berg, de aartsbisschop van Keulen, die Hendrik tot zijn maarschalk en schenk maakte. In ruil voor zijn bescherming tegen de aartsbisschoppen van Mainz en Trier moest Hendrik echter de helft van Siegen afstaan aan Keulen. Niet beïnvloed door deze verdeling van de heerschappij, behield Nassau echter zijn soevereine rechten in het Siegerland, waar de belangrijke hoge jurisdictie (hohe Gerichtsbarkeit) en het jachtrecht (Wildbann) uitdrukkelijk tot 1259 bleven bestaan.
Tijdens zijn regering vocht Hendrik talrijke vetes uit, vooral met de geslachten von Willnsdorf over Siegen, en von Merenberg over het Landgericht Rucheslo in de oude Erdehegaue. In het Siegerland bouwde Hendrik tijdens zijn regering de Burcht Ginsburg.
Hendriks broer, Rupert was ridder van de Duitse Orde sinds 1230. Bij zijn dood in 1239 liet Rupert zijn erfenis na aan de orde. Hendrik betwiste continue elke verdeling van zijn gebied met de Duitse Orde.
Hendrik was de voogd van het Sint-Georgeklooster in Limburg tijdens de bouw van de Dom van Limburg. In 1239 droeg hij, op verzoek van zijn leenman Frederik vom Hain, de inkomsten uit de parochie Netphen over aan het premonstratenzer Klooster Keppel bij Hilchenbach. Hendriks nakomelingen namen het beschermheerschap over het klooster over.
De politiek van Hendrik in de Herborner Mark lokte conflicten uit met de lokale aristocratische families (de eeuwenlang durende Dernbachse Vete). Rond 1240 bouwde hij Slot Dillenburg om zijn tegenstanders beter te kunnen onderwerpen. Vóór 1248 begon Hendrik een vete met Sofia van Thüringen en haar zoon Hendrik I ‘het Kind’ van Hessen over de Herborner Mark, als onderdeel van de Thüringse Successieoorlog, die de relatie tussen Nassau en Hessen na zijn dood eeuwenlang belastte.

De necrologie van Klooster Arnstein registreerde het overlijden van ‘Henrici comitis de Nassauwe, qui contulit nobis ecclesiam in Diffenbach inferiori …’ op 26 april. Hendrik wordt nog vermeld in een oorkonde uit 1247 en wordt in een oorkonde van 25 januari 1251 als overleden vermeld. Dat betekent dat hij is overleden op 26 april in 1247, 1248, 1249 of 1250. Hij werd opgevolgd door zijn zoons Walram II en Otto I. Deze verdeelden op 16 december 1255 het graafschap Nassau met de rivier de Lahn als grens. Het verdelingsverdrag staat tegenwoordig bekend als de Prima divisio.

## Huwelijk en kinderen
Hendrik huwde vóór 11 december 1215 met Machteld van Gelre en Zutphen († 28 oktober, 1247 of later), de jongste dochter van graaf Otto I van Gelre en Zutphen en Richardis van Beieren.

Uit dit huwelijk werden geboren:
1. Rupert († 19 september vóór 1247[1][2][5]), werd door de aartsbisschop van Trier beleend met allodiaal goed in Diez en Ober-Lahnstein,[7][noot 7] was ridder van de Duitse Orde.[2]
2. Walram II (ca. 1220 – 24 januari 1276), volgde zijn vader op als graaf van Nassau, is de stamvader van de Walramse Linie van het Huis Nassau.
3. Otto I († tussen 3 mei 1289 en 19 maart 1290), volgde zijn vader op als graaf van Nassau, is de stamvader van de Ottoonse Linie van het Huis Nassau.
4. Hendrik († 28 mei na 1247[1]), was monnik in Klooster Arnstein.[1][2][5]
5. Elisabeth (ca. 1225 – na 6 januari 1295), huwde met heer Gerhard III van Eppstein († 1252).[1]
6. Gerhard († tussen 7 april 1312 en 20 september 1314), was geestelijke.[10]
7. Jan († Deventer, 13 juli 1309), was elect van het Sticht Utrecht.[1][2]
8. Catharina († 27 april 1324), werd in 1249 abdis van Klooster Altenberg bij Wetzlar.[2][7]
9. Jutta († 1313), huwde omstreeks 1260 met heer Jan I van Cuijk († 13 juli 1308).[1]
10. ? Irmgard († 1 augustus 1297), was abdis van Val-Benoît.[1]

## Voorouders
| Voorouders van Hendrik II ‘de Rijke’ van Nassau | Voorouders van Hendrik II ‘de Rijke’ van Nassau                              | Voorouders van Hendrik II ‘de Rijke’ van Nassau                                            | Voorouders van Hendrik II ‘de Rijke’ van Nassau          | Voorouders van Hendrik II ‘de Rijke’ van Nassau          | Voorouders van Hendrik II ‘de Rijke’ van Nassau          | Voorouders van Hendrik II ‘de Rijke’ van Nassau          | Voorouders van Hendrik II ‘de Rijke’ van Nassau          | Voorouders van Hendrik II ‘de Rijke’ van Nassau          |
| ----------------------------------------------- | ---------------------------------------------------------------------------- | ------------------------------------------------------------------------------------------ | -------------------------------------------------------- | -------------------------------------------------------- | -------------------------------------------------------- | -------------------------------------------------------- | -------------------------------------------------------- | -------------------------------------------------------- |
| Betovergrootouders                              | Dudo van Laurenburg (?–vóór 1124) ⚭ ... van Arnstein (?–?)                   | Walram II ‘de Heiden’ van Limburg (1080/85–1139) ⚭ 1107/10 Jutta van Gelre (ca. 1087–1151) | ? (?–?) ⚭ ? (?–?)                                        | ? (?–?) ⚭ ? (?–?)                                        | ? (?–?) ⚭ ? (?–?)                                        | ? (?–?) ⚭ ? (?–?)                                        | ? (?–?) ⚭ ? (?–?)                                        | ? (?–?) ⚭ ? (?–?)                                        |
| Overgrootouders                                 | Rupert I van Laurenburg (?–1154) ⚭ vóór 1135 Beatrix van Limburg (?–na 1164) | Rupert I van Laurenburg (?–1154) ⚭ vóór 1135 Beatrix van Limburg (?–na 1164)               | ? (?–?) ⚭ ? (?–?)                                        | ? (?–?) ⚭ ? (?–?)                                        | ? (?–?) ⚭ ? (?–?)                                        | ? (?–?) ⚭ ? (?–?)                                        | ? (?–?) ⚭ ? (?–?)                                        | ? (?–?) ⚭ ? (?–?)                                        |
| Grootouders                                     | Rupert II van Laurenburg ? (?–1158) ⚭ ? (?–?)                                | Rupert II van Laurenburg ? (?–1158) ⚭ ? (?–?)                                              | Rupert II van Laurenburg ? (?–1158) ⚭ ? (?–?)            | Rupert II van Laurenburg ? (?–1158) ⚭ ? (?–?)            | ? (?–?) ⚭ ? (?–?)                                        | ? (?–?) ⚭ ? (?–?)                                        | ? (?–?) ⚭ ? (?–?)                                        | ? (?–?) ⚭ ? (?–?)                                        |
| Ouders                                          | Walram I van Nassau (ca. 1146–1198) ⚭ Kunigunde (?–1198)                     | Walram I van Nassau (ca. 1146–1198) ⚭ Kunigunde (?–1198)                                   | Walram I van Nassau (ca. 1146–1198) ⚭ Kunigunde (?–1198) | Walram I van Nassau (ca. 1146–1198) ⚭ Kunigunde (?–1198) | Walram I van Nassau (ca. 1146–1198) ⚭ Kunigunde (?–1198) | Walram I van Nassau (ca. 1146–1198) ⚭ Kunigunde (?–1198) | Walram I van Nassau (ca. 1146–1198) ⚭ Kunigunde (?–1198) | Walram I van Nassau (ca. 1146–1198) ⚭ Kunigunde (?–1198) |